# 8343 Tugendhat
8343 Tugendhat (1986 TG3) là một tiểu hành tinh vành đai chính được phát hiện ngày 4 tháng 10 năm 1986 bởi A. Mrkos ở Klet.